# Кинематички ланац
У машинству, кинематички ланац је склоп крутих тела повезаних зглобовима да би се обезбедило ограничено (или жељено) кретање које је математички модел за механички систем.  Као у познатој употреби речи ланац, крута тела, или карике, су ограничена њиховим везама са другим карикама. Пример је једноставан отворени ланац формиран од карика повезаних у серију, попут уобичајеног ланца, који је кинематички модел за типичан робот манипулатор. 
Математички модели веза, или спојева, између две карике називају се кинематичким паровима . Кинематички парови моделирају зглобне и клизне спојеве који су фундаментални за роботику, који се често називају нижим паровима и површински контактни спојеви критични за брегасте и зупчанике, који се називају виши парови. Ови спојеви се генерално моделују као холономска ограничења . Кинематички дијаграм је шема механичког система који приказује кинематички ланац.
Савремена употреба кинематичких ланаца укључује усклађеност која произилази из савијања у прецизним механизмима, усклађеност карика у усаглашеним механизмима и микро-електро-механичким системима и усклађеност каблова у кабловским роботским и тенсегрити системима.  

## Формула мобилности
Степени слободе, или покретљивости, кинематичког ланца је број параметара који дефинишу конфигурацију ланца.   Систем од н крутих тела која се крећу у простору има 6н степени слободе мерених у односу на фиксни оквир. Овај оквир је укључен у број тела, тако да мобилност не зависи од везе која формира фиксни оквир. То значи да је степен слободе овог система М = 6 ( Н − 1), где је Н = н + 1 је број покретних тела плус непокретно тело.
Зглобови који повезују тела намећу ограничења. Конкретно, шарке и клизачи намећу по пет ограничења и стога уклањају пет степени слободе. Погодно је дефинисати број ограничења ц које зглоб намеће у смислу слободе зглоба ф, где је ц = 6 − ф. У случају шарке или клизача, који су спојеви једног степена слободе, имају ф = 1 и стога ц = 6 − 1 = 5.
Резултат је да је покретљивост кинематичког ланца формираног од н покретних карика и ј спојева сваки са слободом ф и, и = 1, ..., ј, дат је са
{\displaystyle M=6n-\sum _{i=1}^{j}(6-f_{i})=6(N-1-j)+\sum _{i=1}^{j}f_{i}}
Подсетимо се да Н укључује фиксну везу.

## Анализа кинематичких ланаца
Једначине ограничења кинематичког ланца повезују опсег кретања дозвољен у сваком зглобу са димензијама карика у ланцу и формирају алгебарске једначине које се решавају да би се одредила конфигурација ланца повезана са специфичним вредностима улазних параметара, званим степени слободе .
Једначине ограничења за кинематички ланац се добијају коришћењем крутих трансформација [Z] да би се окарактерисало релативно кретање дозвољено у сваком зглобу и одвојене круте трансформације [X] да би се дефинисале димензије сваке карике. У случају серијског отвореног ланца, резултат је низ крутих трансформација наизменичних трансформација зглобова и карика од основе ланца до његове крајње карике, што је изједначено са наведеном позицијом за крајњу карику. Ланац од n карика повезаних у серију има кинематичке једначине,
{\displaystyle [T]=[Z_{1}][X_{1}][Z_{2}][X_{2}]\cdots [X_{n-1}][Z_{n}],\!}
где је [ Т ] трансформација која лоцира крајњу карику - приметите да ланац укључује "нулту" карику која се састоји од оквира за земљу на који је причвршћен. Ове једначине се називају једначине директне кинематике серијског ланца. 
Кинематички ланци широког спектра сложености анализирају се изједначавањем кинематичких једначина серијских ланаца који формирају петље унутар кинематичког ланца. Ове једначине се често називају једначинама петље .
Сложеност (у смислу израчунавања директне и инверзне кинематике ) ланца је одређена следећим факторима:
- Његова топологија : серијски ланац, паралелни манипулатор, структура стабла или графа .
- Његов геометријски облик: како су суседни спојеви просторно повезани једни са другима?

Објашњење
Два или више крутих тела у свемиру заједнички се називају систем крутих тела. Можемо ометати кретање ових независних крутих тела кинематичким ограничењима. Кинематска ограничења су ограничења између крутих тела која резултирају смањењем степена слободе система крутих тела. 

## Синтеза кинематичких ланаца
Једначине ограничења кинематичког ланца могу се користити обрнуто да би се одредиле димензије карика из спецификације жељеног кретања система. Ово се назива кинематичка синтеза. 
Можда је најразвијенија формулација кинематичке синтезе за везе са четири полуге, што је познато као Бурместерова теорија.   
Фердинанда Фројденштајна често називају оцем модерне кинематике због његовог доприноса кинематичкој синтези веза почевши од 1950-их. Његова употреба новоразвијеног рачунара за решавање Фројденштајнове једначине постала је прототип система за пројектовање помоћу рачунара. 
Овај рад је генерализован на синтезу сферних и просторних механизама. 